# Мец-Масрик
Мец-Масрик (арм. Մեծ Մասրիկ) — село в Армении в марзе (области) Гехаркуник, район Варденис. Древнее армянское поселение, известное с VII века.

## География
Село расположено к юго-востоку от города Вардениса, в 170 км к востоку от Еревана, в 86 км к юго-востоку от областного центра — города Гавара, в 3 км от озера Севан и 5 км от Сотка. Высота над уровнем моря — 1940 м.

## История
Первое упоминание об этом древнем армянском поселении встречается в VII веке.
По данным «Сборника сведений о Кавказе» за 1880 год в селе Мазра Большая Новобаязетского уезда по сведениям 1873 года было 122 двора и проживало 956 азербайджанцев (указаны как «татары»), которые были шиитами. По данным Кавказского календаря на 1912 год, в селе Мазра Большая Новобаязетского уезда проживало 1891 человек, в основном азербайджанцев, указанных как «татары».
В советское время, до начала конфликта в Нагорном Карабахе в 1988 году, в селе совместно проживали армяне и азербайджанцы.
Переименован в Мец-Масрик 3 апреля 1991 года.

## Население
Основное население — армяне. Численность населения: 4187 человек на 1 декабря 1988 года; 3420 человек — в 2004 году; 3066 человек на 1 января 2012 года.
| Год  | Численность | Численность |
| ---- | ----------- | ----------- |
| 1831 | 293         | [ 9 ]       |
| 1873 | 956         | [ 10 ]      |
| 1897 | 1652        | [ 9 ]       |
| 1926 | 1232        | [ 9 ]       |
| 1939 | 2110        | [ 9 ]       |
| 1959 | 2600        | [ 9 ]       |
| 1970 | 3446        | [ 9 ]       |
| 1979 | 3515        | [ 9 ]       |
| 1989 | 3048        | [ 9 ]       |
| 2001 | 2806        | [ 9 ]       |
| 2004 | 3420        | [ 11 ]      |
| 2011 | 3132        | [ 12 ]      |

## Инфраструктура
Недалеко от села был расположен малый аэропорт Варденисского района Армянской ССР. После объявления Арменией своей независимости в 1991 году аэропорт перестал функционировать.

## Экономика
В советское время в селе было развито сельское хозяйство, в основном животноводство и выращивание табака. В XXI веке экономическая деятельность населения тесно связана с экономикой Вардениса. Это животноводство, выращивание зерновых, кормовых и овощных культур, табака. Также развита небольшая торговля и рыболовство.

## Известные жители
В 1948 году в селе родился Аладдин Ахмедов — азербайджанский учёный, доктор технических наук.

## Достопримечательности
В северной части села расположены Варденисские горы, на вершине которых круглогодично лежит снег.
В селе сохранились руины сводчатой церкви XVII века, несколько кладбищ с десятками хачкаров XV—XVII веков, древний хачкар 881 года, две часовни XII—XIII веков.

## Галерея

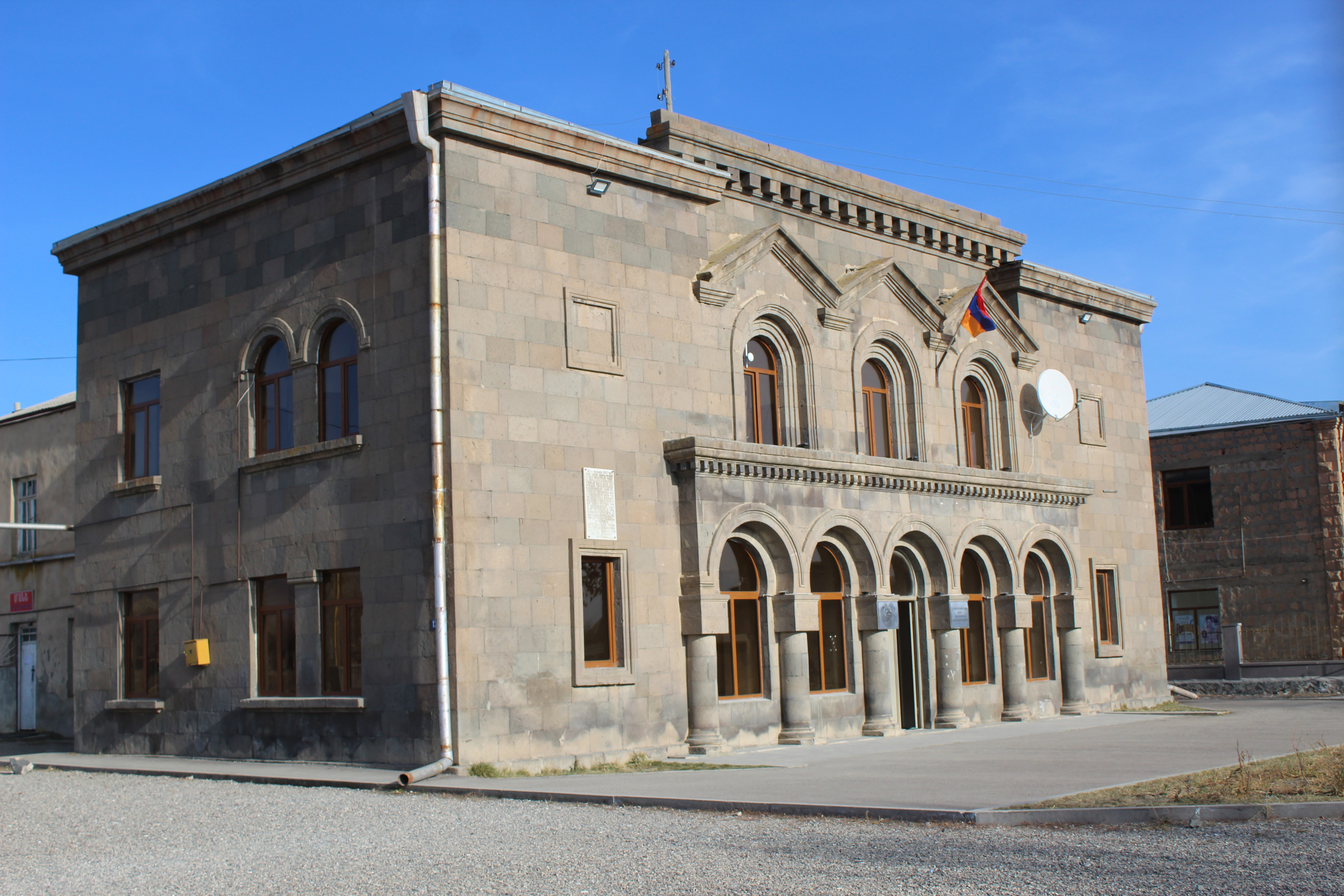
Дом культуры
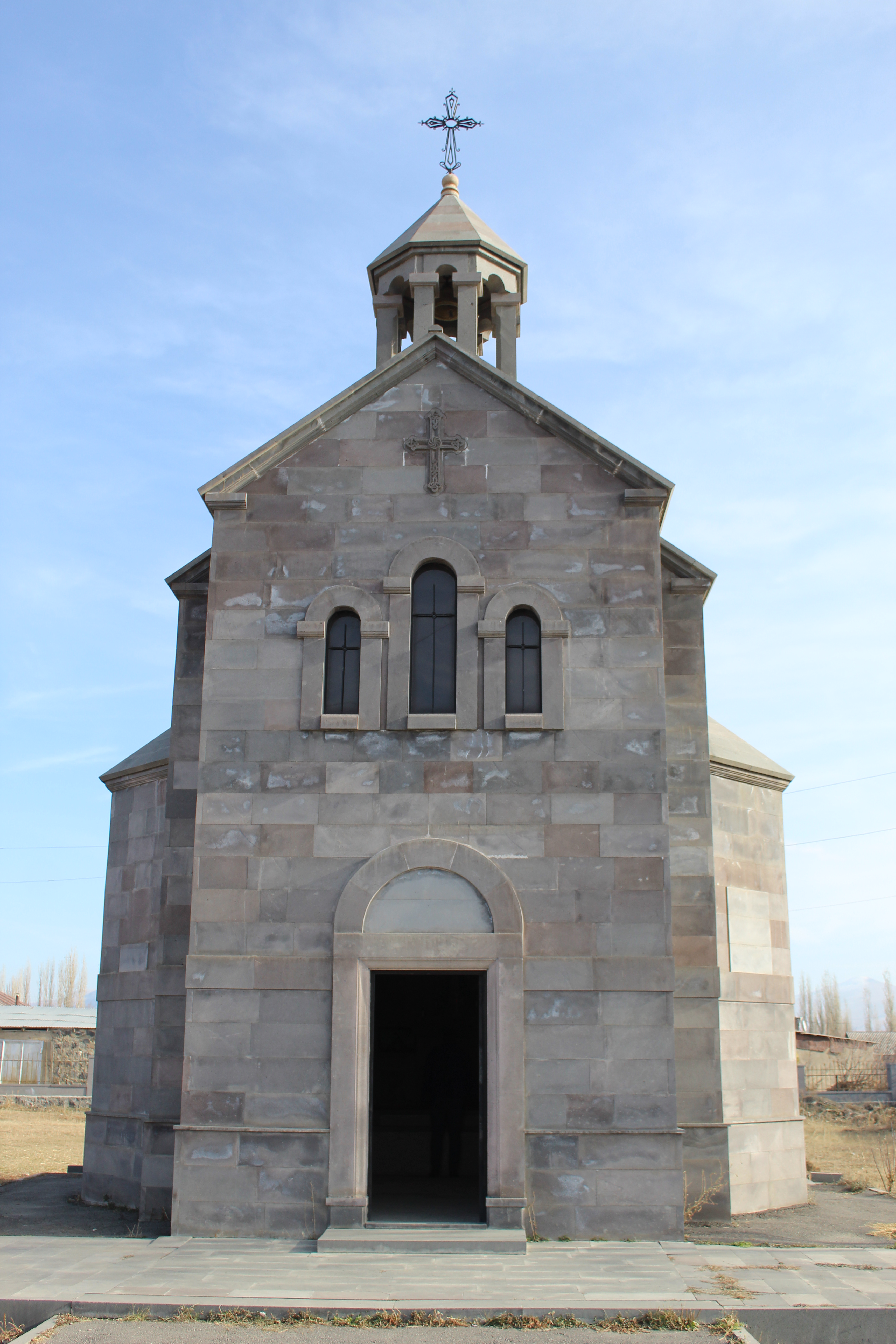
Церковь
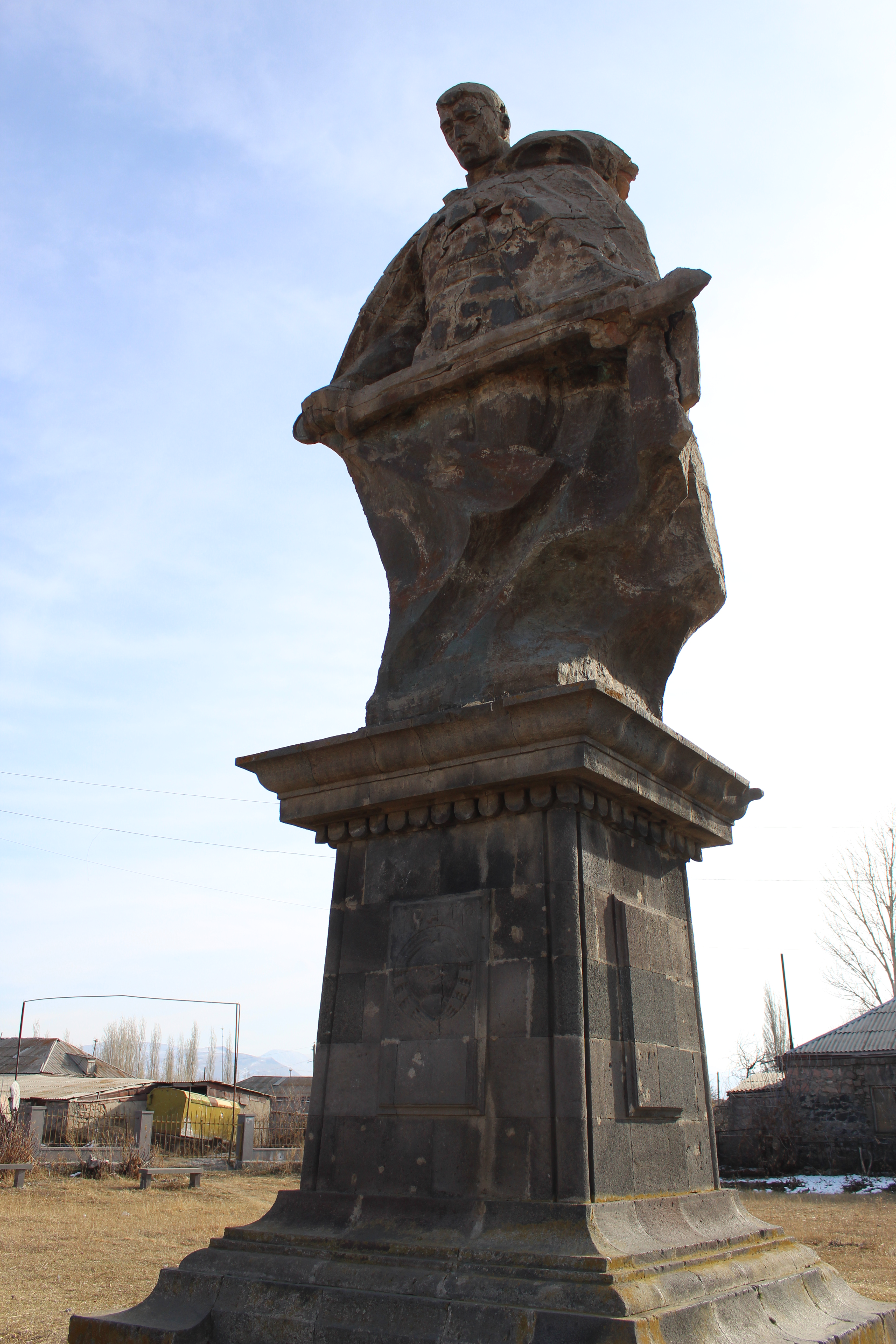
Памятник участникам ВОВ
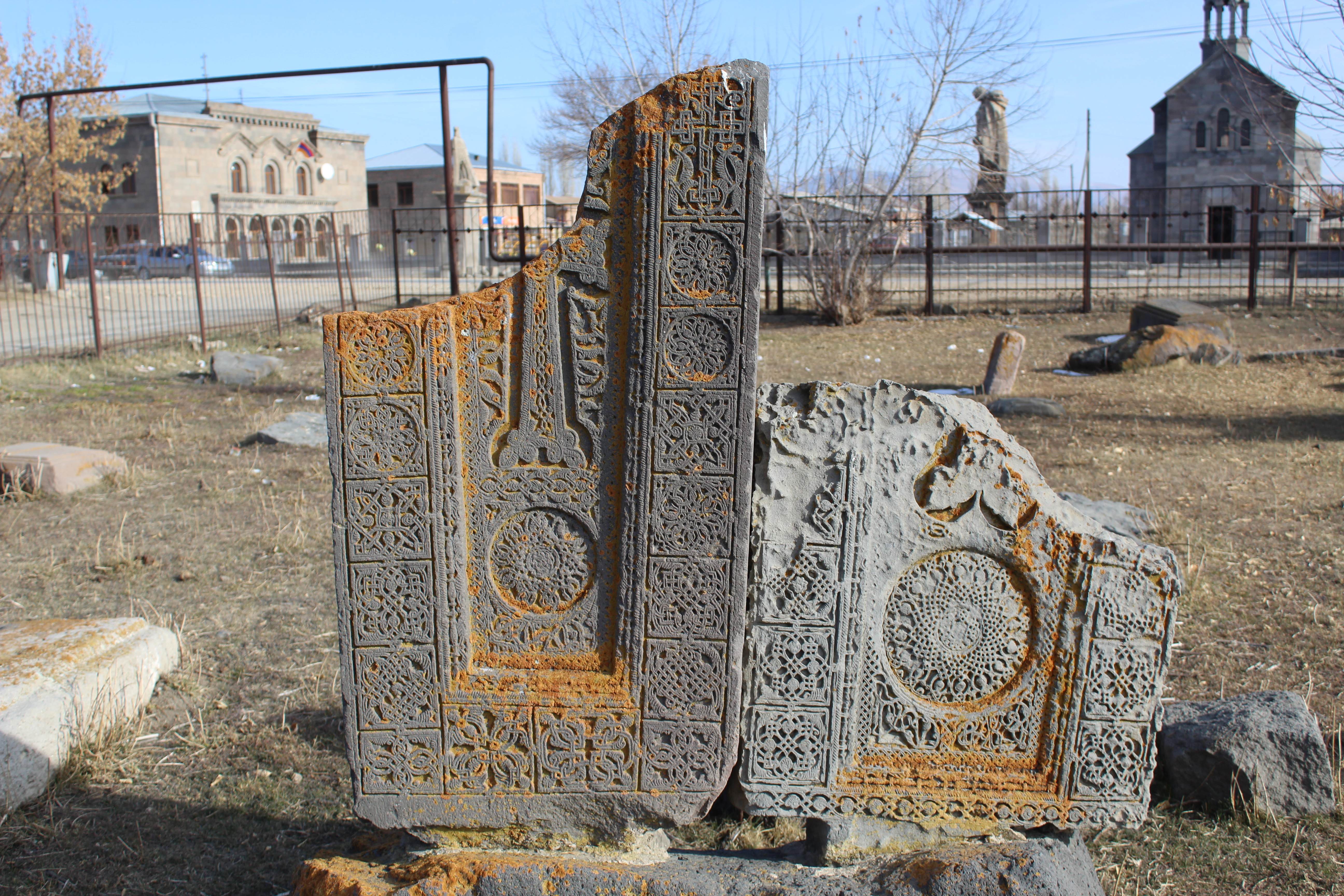
Родовое кладбище Мелик-Шахназарянов
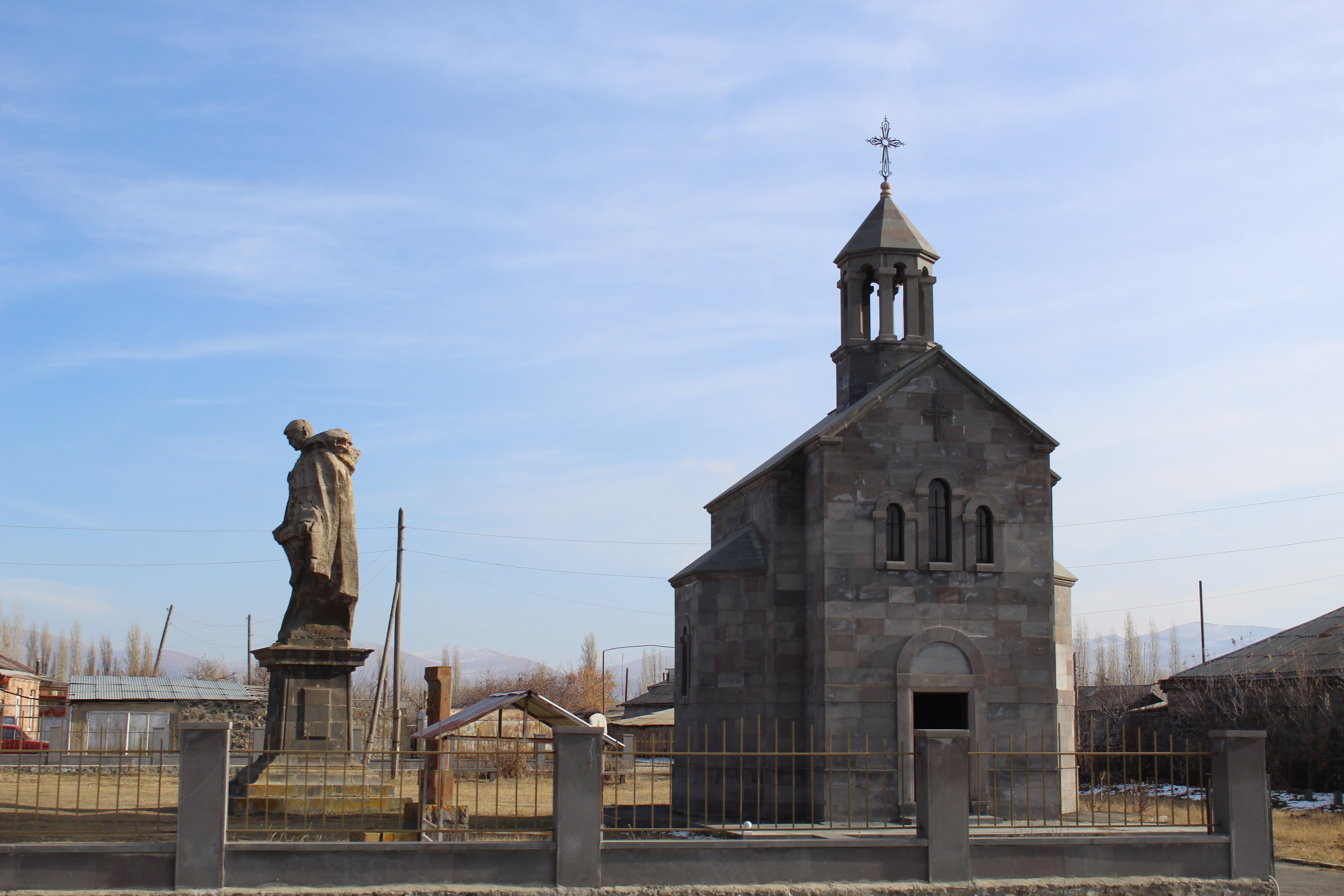
Церковь
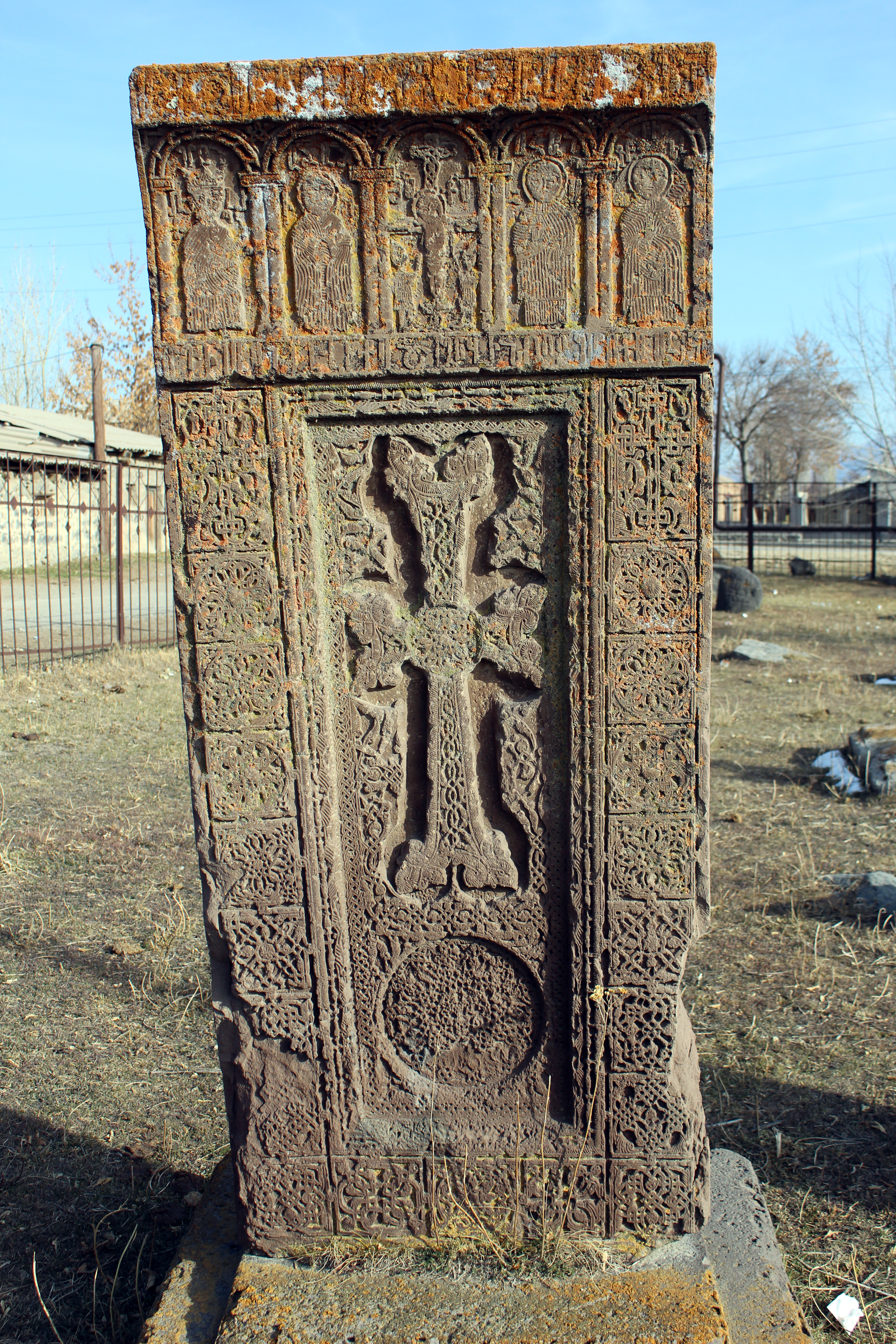
Хачкар Мелик-бека (1578 г.)
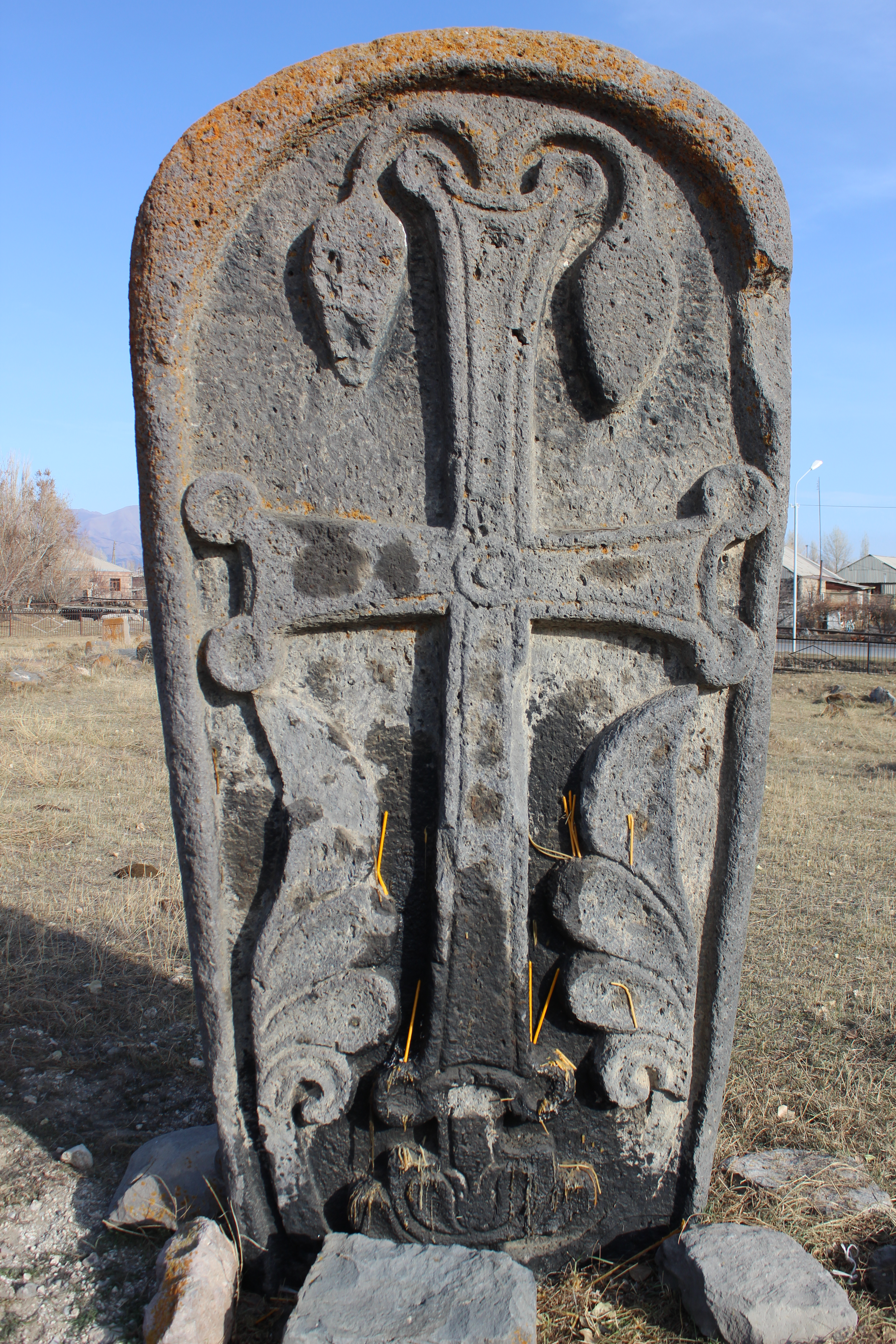
Хачкар 881 г.
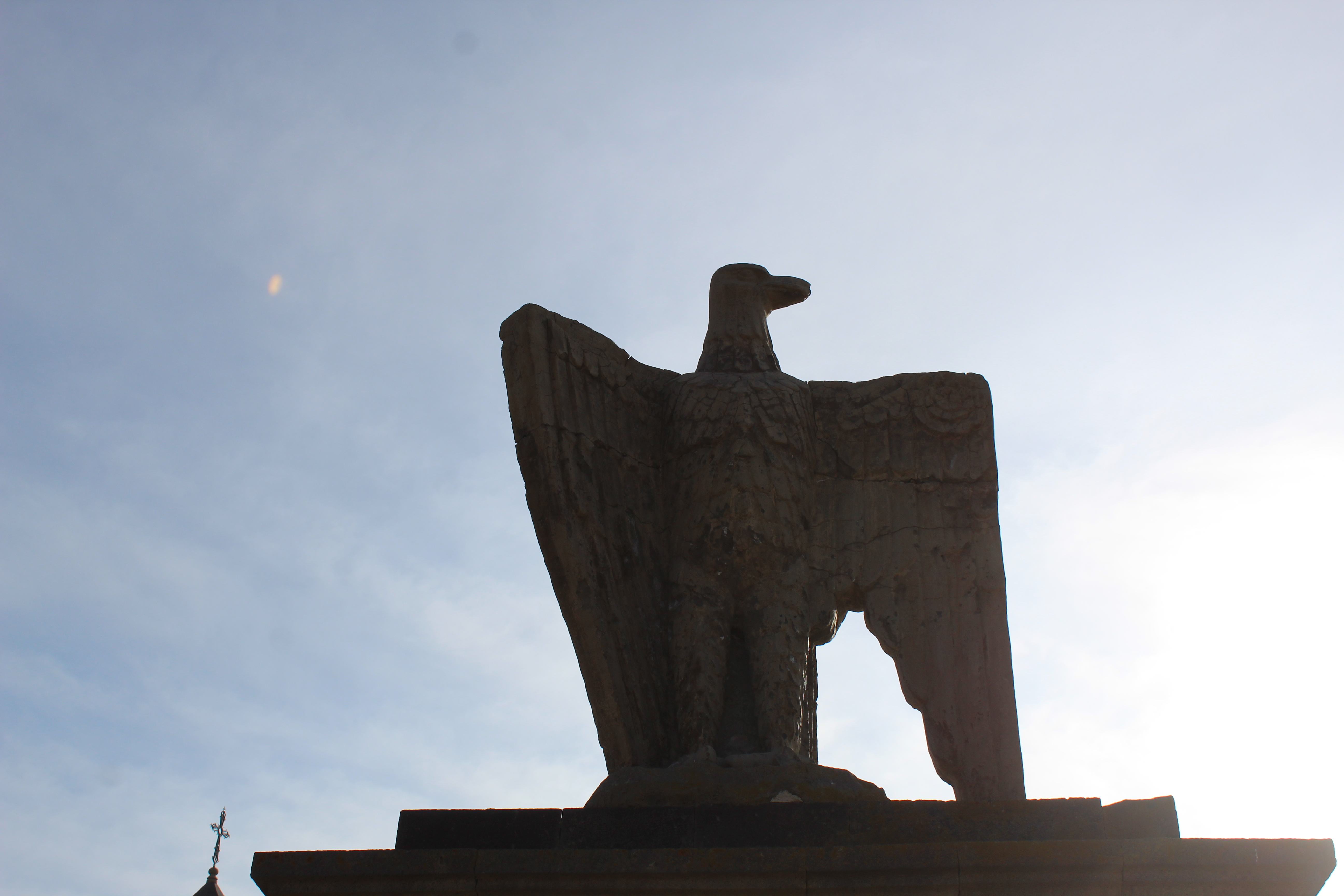